# 日本底尾鱈
日本底尾鱈（学名：Bathygadus nipponicus），又名鱈魚，为輻鰭魚綱鱈形目鼠尾鱈科底尾鱈屬下的一个种，為深海底棲性魚類，分布於西北太平洋日本南部及臺灣東北部海域，體長可達56.6公分，棲息在底層水域，生活習性不明。